# Hylopanchax
Genre
Hylopanchax est un genre de poissons de la famille des Poeciliidae.

## Liste des espèces
Il y a actuellement six espèces d'hylopanchax, qui sont, selon Fishbase:
- Hylopanchax leki van der Zee, Sonnenberg & Schliewen, 2013
- Hylopanchax moke van der Zee, Sonnenberg & Schliewen, 2013
- Hylopanchax ndeko van der Zee, Sonnenberg & Schliewen, 2013
- Hylopanchax paucisquamatus Sonnenberg, Friel & Van der Zee, 2014
- Hylopanchax silvestris (Poll & Lambert, 1958)
- Hylopanchax stictopleuron (Fowler, 1949)